# Miżriczczia
Miżriczczia (ukr. Міжріччя, pol. hist. do 1946 Czołhany) – wieś na Ukrainie, w  obwodzie iwanofrankiwskim, w rejonie dolińskim.  Podporządkowana radzie miasta Bolechów.